# 大叶崖角藤
大叶崖角藤（学名：Rhaphidophora megaphylla）为天南星科崖角藤属的植物，是中国的特有植物。分布在中国大陆的云南省等地，生长于海拔600米至1,300米的地区，多生在潮湿热带密林中的大树上或石灰岩山崖壁上，目前尚未由人工引种栽培。